# جیمز لواین
جیمز لواین (انگلیسی: James Levine؛ (زادهٔ ۲۳ ژوئن ۱۹۴۳ – درگذشتهٔ ۹ مارس ۲۰۲۱) موسیقی‌دان، رهبر ارکستر، نوازندهٔ پیانو اهل ایالات متحده آمریکا بود.
او برندهٔ چندین جایزه و نشان، ازجمله جایزهٔ گرمی شد.